# Otabek Shukurov
Otabek Shukurov (22 de junio de 1996) es un centrocampista de fútbol uzbeko que juega para el Al-Fayha F. C. de la Liga Profesional Saudí. Es internacional con la Selección de Uzbekistán.

## Trayectoria
Otabek Shukurov, nacido en Chiroqchi, Provincia de Kashkadar, comenzó su entrenamiento de fútbol a la edad de nueve años en el departamento juvenil de Nasaf Qarshi y durante cuatro años se cambió a la descendencia de FK Mashʼal Muborak. Allí fue ascendido al primer equipo por primera vez durante el año de juego 2014. Debutó en la máxima división de Uzbekistán el 21 de junio de 2014 (13.ª jornada) en una victoria en casa por 3-1 ante el Metallurg Bekabad, cuando sustituyó a Zafar Turayev en el minuto 65 del partido.
Para la próxima temporada en 2015 se mudó a Bunyodkor Tashkent, donde solo hizo dos apariciones cortas en la primera mitad de la temporada. En julio de 2015, fue cedido por el competidor de la liga FK Buxoro. Allí, Shukurov se convirtió rápidamente en un jugador de alto rendimiento y un jugador regular en el mediocampo. El 5 de noviembre de 2015 (jornada 29) marcó su primer gol en la liga en la victoria por 3-1 en casa contra el FK Neftchi Fergana. Para el Cho'l jangchilar completó 14 partidos de Liga esta temporada, en los que logró dos goles.
Su buen desempeño no pasó desapercibido para su ex empleador Bunyodkor Tashkent y en la siguiente temporada de 2016 se atrevió a un segundo intento en el club capitalino. En esta ocasión ha sido un habitual desde el inicio de la temporada. En total, estuvo utilizado en 25 partidos ligueros y alcanzó el segundo puesto en la tabla con el club.
Conservó su condición de jugador regular indiscutible en el próximo año de partidos, 2017. El 11 de agosto de 2017 (jornada 17), marcó el gol decisivo de la victoria por 1-0 en casa contra el FC AGMK y así escribió por primera vez con la camiseta de Bunyodkors. El 30 de septiembre (jornada 23) logró un doblete en la victoria en casa por 4-0 contra su club juvenil FK Mashʼal Muborak. Durante esta temporada completó 27 partidos de Liga en los que consiguió hacer cinco goles.
Shukurov no renovó su contrato, que expiró el 31 de diciembre de 2017, y en cambio firmó un contrato de un año y medio con el Sharjah FC en la Liga del Golfo Árabe de los Emiratos Árabes Unidos. Hizo su debut el 11 de enero de 2018 (12a jornada) en una victoria a domicilio por 2-1 ante el Al-Nasr Sports Club. Jugó los once partidos restantes de liga de la temporada 2017/18, en los que hizo dos asistencias.
Marcó su primer gol con Sharjah el 20 de octubre de 2018 (sexta jornada) en un empate 1-1 contra el Ajman Club. Debido a una fractura en un pie en un partido internacional en marzo de 2019, se perdió casi toda la segunda mitad de la temporada 2018/19, en la que previamente había marcado dos goles en 17 partidos de liga. En la acortada próxima temporada 2019/20 fue utilizado en cada uno de los 19 partidos ligueros en los que marcó tres goles y dos asistencias.

## Selección nacional
Shukurov ha representado a su país en varios grupos de edad. Hizo su debut en la selección nacional de fútbol de Uzbekistán contra el Líbano el 14 de febrero de 2016. En ese partido, Uzbekistán ganó por 2-0.

## Estadísticas de carrera

### Club
A partir del partido disputado el 3 de noviembre de 2021.
| Club                  | Temporada        | Liga                     | Liga     | Liga  | Copa Nacional | Copa Nacional | Continental | Continental | Otro     | Otro  | Total    | Total |
| Club                  | Temporada        | División                 | Partidos | Goles | Partidos      | Goles         | Partidos    | Goles       | Partidos | Goles | Partidos | Goles |
| --------------------- | ---------------- | ------------------------ | -------- | ----- | ------------- | ------------- | ----------- | ----------- | -------- | ----- | -------- | ----- |
| FK Mash'al Mubarek    | 2014             | Super Liga de Uzbekistán | 4        | 0     | 0             | 0             | –           | –           | –        | –     | 4        | 0     |
| FK Bunyodkor Tashkent | 2015             | Super Liga de Uzbekistán | 2        | 0     | 2             | 0             | 0           | 0           | –        | –     | 4        | 0     |
| FK Buxoro             | 2015             | Super Liga de Uzbekistán | 14       | 2     | 0             | 0             | –           | –           | –        | –     | 14       | 2     |
| FK Bunyodkor Tashkent | 2016             | Super Liga de Uzbekistán | 25       | 0     | 6             | 0             | 7           | 0           | –        | –     | 38       | 0     |
| FK Bunyodkor Tashkent | 2017             | Super Liga de Uzbekistán | 28       | 5     | 7             | 2             | 7           | 0           | –        | –     | 42       | 7     |
| FK Bunyodkor Tashkent | Total            | Total                    | 53       | 5     | 13            | 1             | 14          | 0           | -        | -     | 80       | 7     |
| Sarja Football Club   | 2017-18          | Liga Árabe del Golfo     | 11       | 0     | –             | –             | –           | –           | –        | –     | 11       | 0     |
| Sarja Football Club   | 2018-19          | Liga Árabe del Golfo     | 17       | 2     | 0             | 0             | –           | –           | –        | –     | 17       | 2     |
| Sarja Football Club   | 2019-20          | Liga Árabe del Golfo     | 19       | 3     | 4             | 0             | –           | –           | –        | –     | 23       | 3     |
| Sarja Football Club   | 2020-21          | Liga Árabe del Golfo     | 24       | 1     | 2             | 0             | 5           | 0           | –        | –     | 31       | 1     |
| Sarja Football Club   | 2021-22          | Liga Árabe del Golfo     | 9        | 0     | 1             | 1             | 7           | 0           | –        | –     | 17       | 1     |
| Sarja Football Club   | Total            | Total                    | 80       | 6     | 7             | 1             | 12          | 0           | -        | -     | 99       | 7     |
| Total de carrera      | Total de carrera | Total de carrera         | 153      | 13    | 22            | 2             | 26          | 0           | -        | -     | 201      | 16    |

### Internacional
| Selección nacional | Año   | Partidos | Goles |
| Uzbekistán         | 2016  | 8        | 1     |
| ------------------ | ----- | -------- | ----- |
| Uzbekistán         | 2017  | 5        | 0     |
| Uzbekistán         | 2018  | 6        | 1     |
| Uzbekistán         | 2019  | 9        | 1     |
| Uzbekistán         | 2020  | 1        | 0     |
| Uzbekistán         | 2021  | 6        | 0     |
| Total              | Total | 35       | 3     |

Estadísticas precisas al partido disputado el 5 de septiembre de 2021.

### Objetivos internacionales
Las puntuaciones y los resultados enumeran el recuento de goles de Uzbekistán en primer lugar.
| #  | Fecha                   | Sede                                            | Adversario     | Puntaje | Resultado | Competencia                                                                                             |
| -- | ----------------------- | ----------------------------------------------- | -------------- | ------- | --------- | --- |
| 1. | 11 de octubre de 2016   | Estadio Bunyodkor, Taskent, Uzbekistán          | China          | 2–0     | 2–0       | Tercera ronda de la clasificación de AFC para la Copa Mundial de Fútbol de 2018                         |
| 2. | 23 de marzo de 2018     | Estadio Mohammed V, Casablanca, Marruecos       | Senegal        | 1–0     | 1–1       | Partido amistoso                                                                                        |
| 3. | 14 de noviembre de 2019 | Estadio Pakhtakor Markaziy, Taskent, Uzbekistán | Arabia Saudita | 2–1     | 2–3       | Segunda Ronda de la Clasificación de AFC para la Copa Mundial de Fútbol de 2022 y la Copa Asiática 2023 |